# Jana Beranová

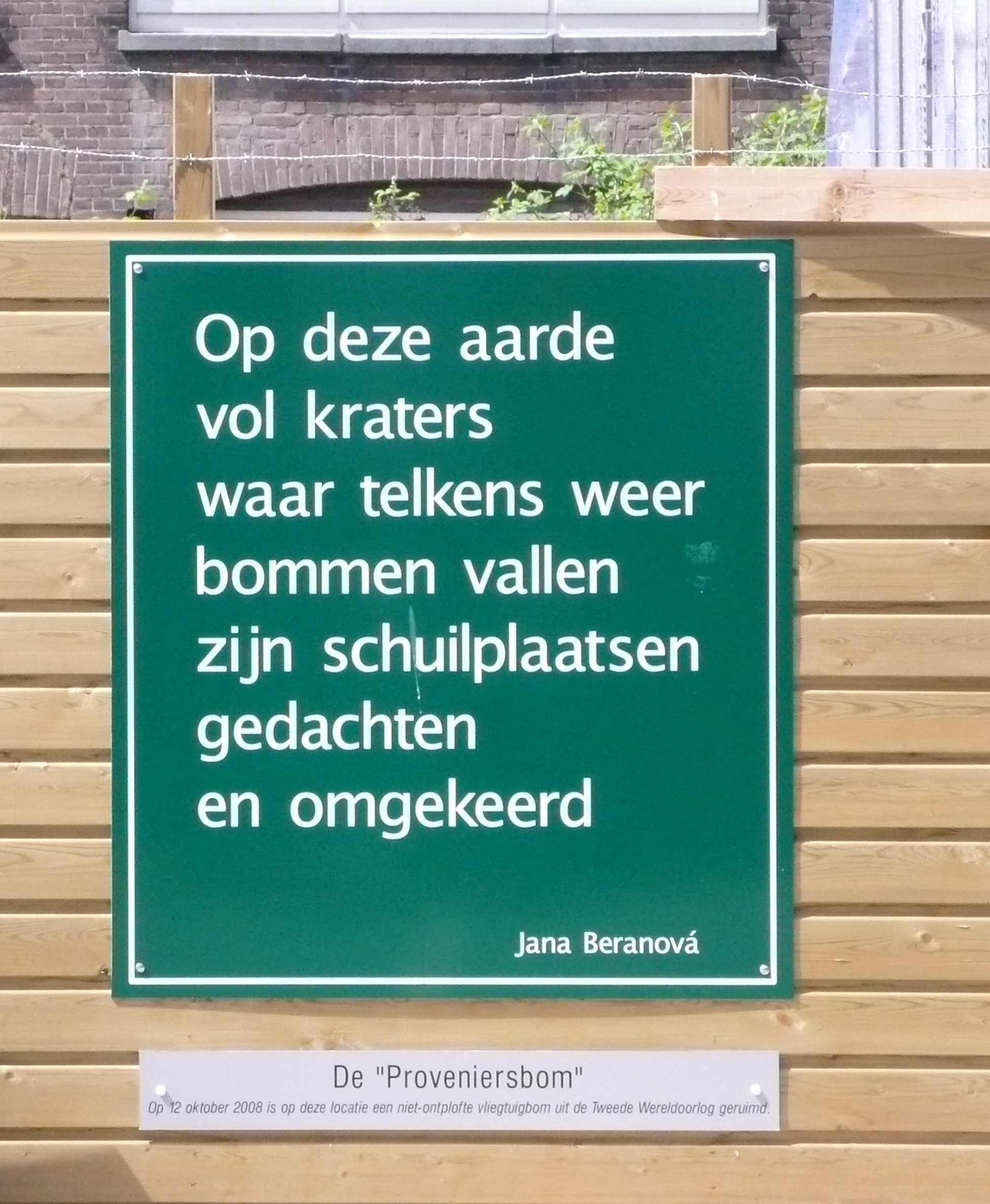
Gedicht van Jana Beranová in de Proveniersstraat in Rotterdam, op de locatie waar een vliegtuigbom werd gevonden

Jana Beranová (Pilsen, 2 mei 1932) is een Tsjechisch-Nederlandse dichteres en vertaalster.

## Biografie
Beranová is Tsjechische van geboorte, maar moest na 1948 met haar ouders vluchten en kwam in Nederland terecht. Zij studeerde in Rotterdam af in de economie. Zij werd bekend met haar vertalingen van Tsjechische schrijvers en dichters, onder wie Milan Kundera (onder andere De ondraaglijke lichtheid van het bestaan) en Nobelprijswinnaar (1984) Jaroslav Seifert.
Manuscripten – getypte doorslagen voorzien van een harde kaft – van in haar geboorteland verboden dissidente auteurs werden uit het land gesmokkeld en kwamen  uiteindelijk in Rotterdam terecht. Deze illegale dichtwerken werden door Jana vertaald en in oplagen van 400 stuks verspreid. Het binnenwerk in offset, de omslagen in boekdruk werden door haarzelf met de hand gezet en op een Victoria-degelpers gedrukt. Ook het inbinden was haar werk.
Na een ontmoeting met Emile Puettmann, de voorzitter van de Stichting Drukwerk in de Marge, op een poëziefestival omstreeks 1975 waar ze werk van Slavische dichters voorlas, leerde ze het drukkersvak. Kaarten met dichtregels verlucht met zelf gemaakte linosnedes werden door haar verkocht op kunstmarkten en voorleesmanifestaties. Zo droeg ze bij aan de naamsbekendheid van haar dissidente landgenoten.
Najaar 2008 verscheen bij uitgeverij De Bezige Bij De geboorte van Sisyphus: de verzamelde in het Nederlands vertaalde poëzie van een oud-stadgenoot, de Tsjechische dichter en immunoloog Miroslav Holub (1923-1998).
Beranová is docente poëzie aan de Amsterdamse schrijversvakschool. Van 2009 tot 2010 was zij stadsdichter van Rotterdam. Ze is voorts politiek actief binnen de schrijversorganisatie PEN International, dat zich inzet voor vervolgde schrijvers. Bekend is haar tekst die ze maakte voor Amnesty International:

Als niemand luistert naar niemand vallen er doden in plaats van woorden

Voor haar inspanningen voor de Tsjechische literatuur kreeg Beranová in 2005 van de Tsjechische staat een hoge onderscheiding.

## Jana Beranováprijs
Sinds 2019 wordt jaarlijks de Jana Beranováprijs uitgereikt aan een Nederlandstalige auteur die de artistieke vrijheid en integriteit vooropstelt, zonder te hechten aan waardering op grond van conventionele, modieuze of morele criteria. De prijs wordt georganiseerd door het Rotterdamse Woordnacht Festival.

## Werken (selectie)
- Nu delen we een geheim (1992), proza
- Hommage aan Jan Palach (1994), bloemlezing
- Kiskassend gedicht (1996), gedichten
- Tussen de rivieren (1999), gedichten
- Tussen aarde en hemel (2002), gedichten
- Tussentonen (2004), gedichten
- Vinger van de tijd (2007)
- Werkboek - Bloemlezing 1983-2010 (met cd) (2011) Uitg. De Geus, Breda, ISBN 978-90-445-1734-7